# Gevorg Basjinjagjan
Gevorg Basjinjagjan (Armeens: Գևորգ Բաշինջաղյան) (Sighagi, 16 september 1857 - Tbilisi, 4 oktober 1925) was een Armeens kunstschilder. Hij wordt wel de patriarch van de Armeense landschapsschilderkunst genoemd.

## Biografie
Basjinjagjan werd geboren in Signagi, dat sinds de Russische annexatie van het Georgische koninkrijk Kartli-Kachetië in 1801 deel uitmaakte van het Russische rijk en tegenwoordig in Georgië ligt. Zijn vader was een geleerd man. Zelf studeerde hij eerst vanaf 1876 bij het Kaukasische Gezelschap voor Schone Kunsten en sloot zich later aan bij de Kaukasische Gezelschap ter Bevordering van Schone Kunsten.
In 1878 vertrok hij naar Sint-Petersburg en in 1879 werd hij toegelaten tot de Academie voor Schone Kunsten in deze stad. Hij kreeg een maandelijks kostgeld van acht roebel dat nauwelijks voldoende was om brood voor te kopen. In 1882 zag hij zich gedwongen om de studie verder extern te volgen, wat betekende dat hij zijn maandgeld kwijtraakte en van de schilderkunst moest zien te leven. Zijn stijl werd beïnvloed door de kunstschilder Archip Koeindzji.

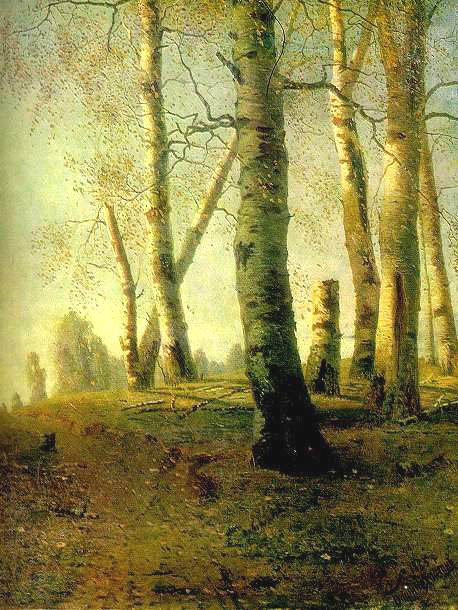
Het berkenbosje werd beloond met een studiebeurs waarmee hij een reis naar Italië maakte

In 1883 rondde hij zijn studie aan de academie af. Voor zijn afstudeerwerk De berkgroeve werd hij dat jaar onderscheiden met de zilveren medaille van de academie.
Vervolgens reisde hij terug naar zijn geboortestad en maakte hij vervolgens een lange reis door Transkaukasië. Hij bezocht en werkte in onder meer Jerevan, Asjtarak, Vagharshapat en het zuidwestelijke deel van Armenië. Vervolgens reisde hij door Georgië en de Noordelijke Kaukasus verder.
In 1884 maakte hij met gebruikmaking van de studiebeurs, die bij de zilveren medaille van de academie hoorde, een reis naar Europa. Hier deed hij verschillende culturele steden van Italië aan en raakte hij onder de indruk van de meesterwerken uit de oude Italiaanse kunst. Verder verbleef hij enige tijd in Zwitserland.
In 1897 reisde hij naar de Armeense stad Ani waar hij een serie olieverfschilderijen maakte van de ruïnes van wat eens een grote uitgebreide stad was. Eind jaren negentig reisde hij nog naar Parijs. Zijn vrouw, Asjkjen Katanian, was de dochter van een grafisch kunstenaar uit Tbilisi en met haar en de drie kinderen reisde hij kort erop nogmaals naar Parijs. Samen met het gezin bleven zij er ditmaal twee jaar.
In de jaren negentig van de 19e eeuw werden zijn olieverfschilderijen vertoond tijdens verschillende kunstexposities in het Russische rijk. Begin 20e eeuw werd zijn werk geëxposeerd in Parijs.
Een belangrijk deel van zijn werk bevindt zich tegenwoordig in kunstgalerijen in Georgië en Armenië, waaronder in de Fotogalerij van Jerevan. Verder is zijn werk te zien in de Tretkjakov-galerij en het Museum voor Oriëntaalse Kunst in Moskou.

Afbeeldingen
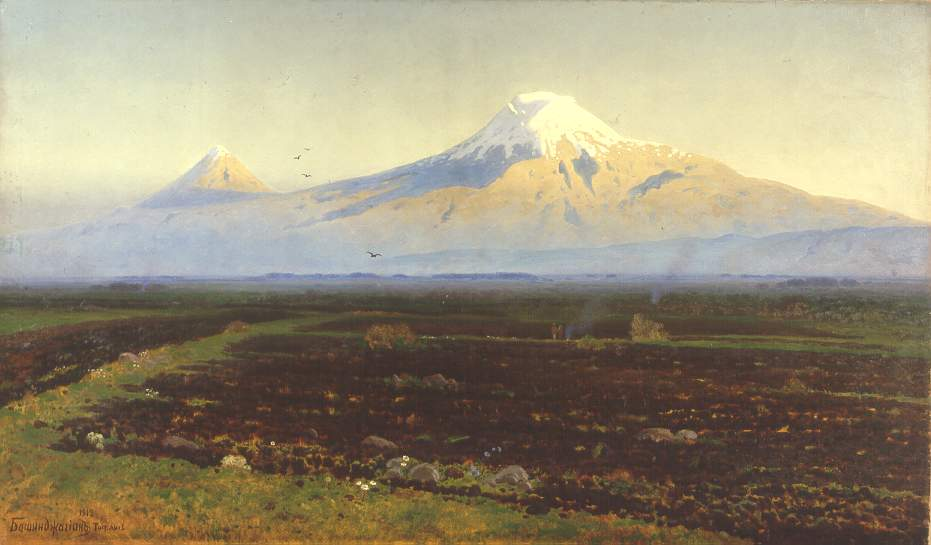
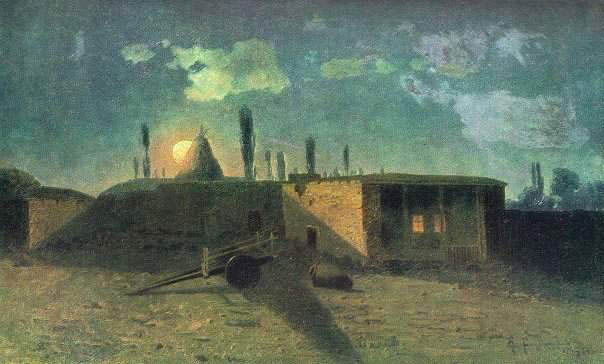
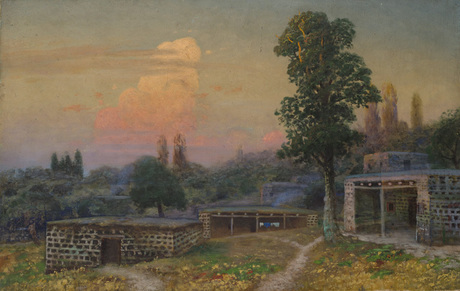

- Gemeinsame Normdatei: 105577520X
- International Standard Name Identifier: 0000 0001 1048 6305
- Library of Congress Control Number: n85170485
- Système universitaire de documentation: 201285010
- Virtual International Authority File: 28510124
- WorldCat: E39PBJrwMvkJgBwXMPQPkkyWXd